# Paresseux à deux doigts
Choloepus didactylus
Espèce
Statut de conservation UICN

 LC  : Préoccupation mineure
Répartition géographique
Le Paresseux à deux doigts (Choloepus didactylus) est appelé aussi unau, ou parsou mouton en Guyane. Ce paresseux est l'une des deux espèces du genre Choloepus, de la famille des Mégalonychidés. C'est un animal arboricole. On le rencontre dans la canopée de la forêt tropicale humide dans le nord de l'Amérique du Sud.

## Description
Le paresseux à deux doigts est l'animal le plus lent au monde.
L'adulte pèse en moyenne 4 à 8 kg et a la taille d'un petit chien : 60 à 85 cm de long avec une queue de 1,4 à 3,3 cm. Il présente un cou court, 4 longs membres d'égale longueur terminés par deux griffes incurvées à l'avant et trois à l'arrière ayant jusqu'à 7 cm de long. La tête est courte et plate, avec un nez retroussé, des oreilles rudimentaires et de grands yeux.

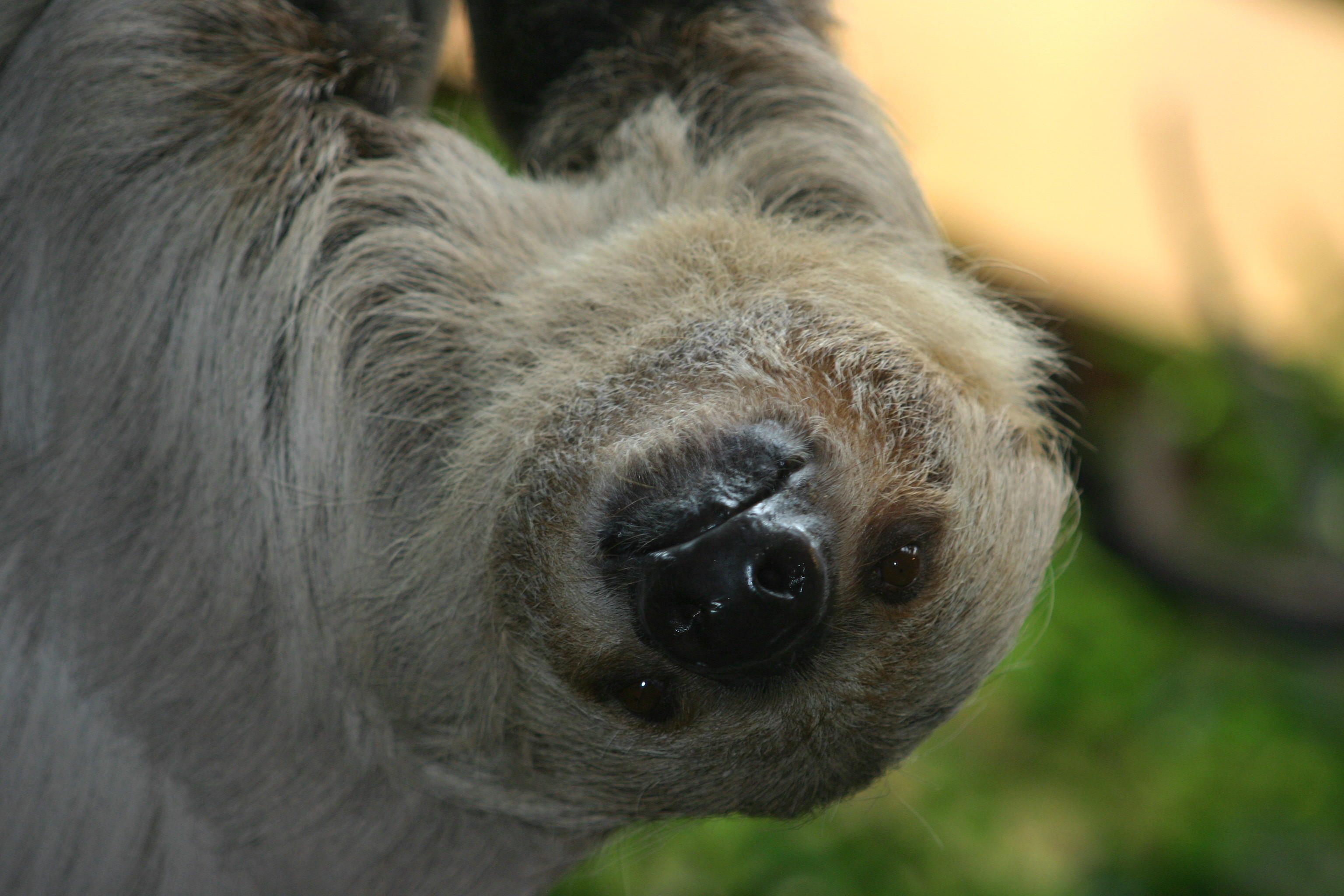
Portrait de paresseux à deux doigts

Le corps est recouvert de long poils brunâtres dont la racine pousse du ventre vers le dos, à l'inverse de la plupart des mammifères. Cette fourrure a la particularité d'héberger des algues microscopiques qui favorisent un meilleur camouflage. Grâce à ces algues, pendant la saison des pluies, sa fourrure devient verdâtre alors que durant la saison sèche, elle tourne au jaune. Sa fourrure est aussi un véritable refuge pour les insectes. Le paresseux peut abriter jusqu'à neuf espèces de papillons et quatre espèces de scarabées.
Les dents sont dépourvues d'émail, petites et poussent continuellement comme celles des rongeurs. Il a des lèvres fortes lui permettant de saisir les feuilles malgré l'absence de dents très aiguisées.

## Répartition et habitat
Cette espèce est présente au Venezuela, en Colombie, en Équateur,au Costa Rica, au Guyana, au Suriname, en Guyane, au Pérou et au Brésil. Elle vit dans la forêt tropicale humide de plaine et de montagne.

## Comportement
Ils passent près de 80 % de leur temps à dormir. Les paresseux se déplacent très lentement. Ils ne vont que très rarement à terre, pour changer d'arbre quand la nourriture s'y fait rare ou pour déféquer, une fois par semaine.
Leur métabolisme est très lent et la nourriture reste environ un mois dans leur tube digestif relativement court.
Leur estomac compartimenté contient des bactéries digérant la cellulose des plantes, consommant ainsi des végétaux que les autres animaux ne digèrent pas.
Choloepus didactylus se déplace avec facilité dans les arbres, entre 0,5 et 1,5 km/h, mais au sol il est malhabile. En revanche, ils sont bons nageurs, avec un corps fuselé et une fourrure adaptée au climat tropical humide.

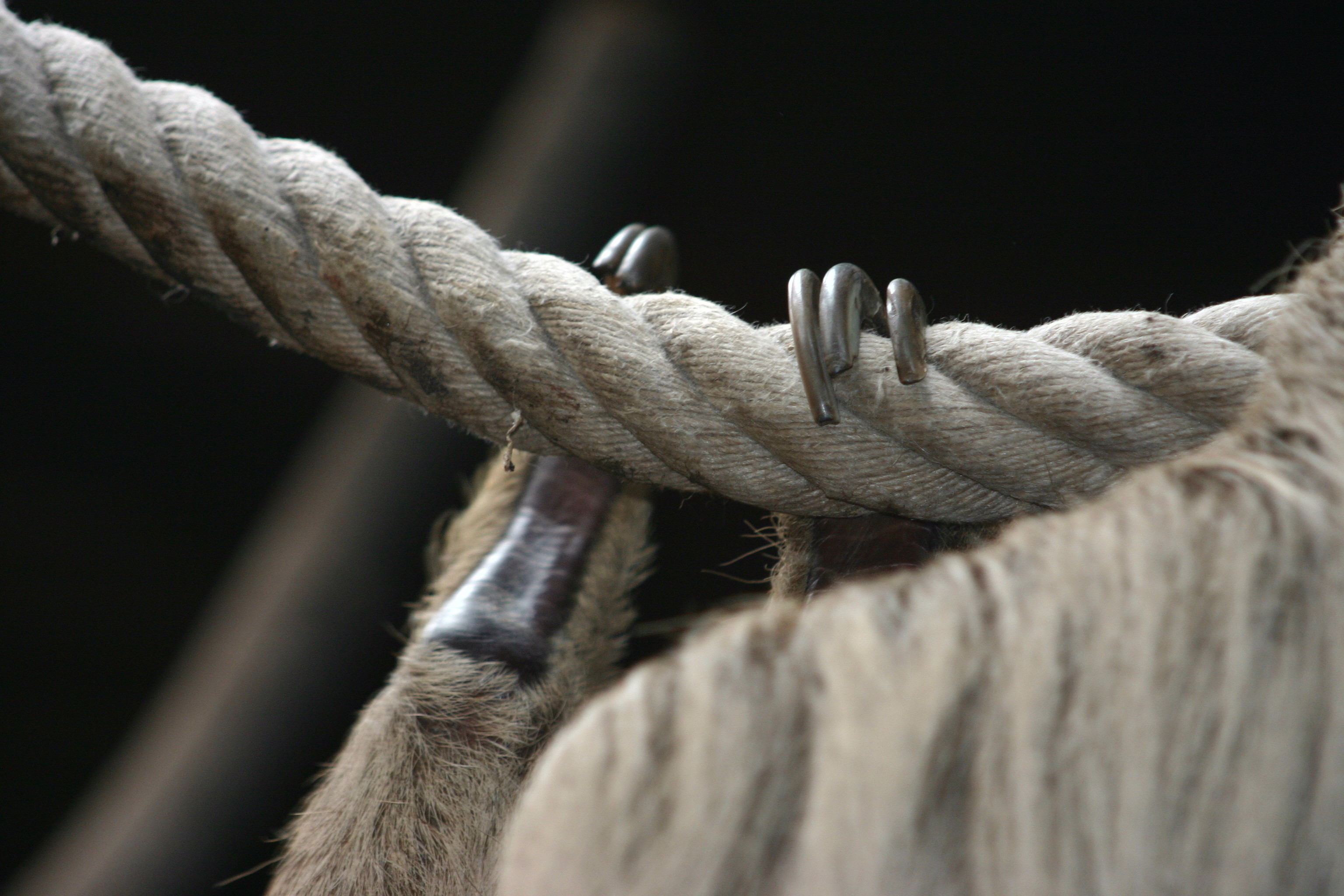
Griffes du paresseux à deux doigts, en captivité, suspendu à une corde : deux griffes à l'avant, trois à l'arrière.

Ce sont des animaux nocturnes. Ils cueillent la végétation à l'aide de leurs deux doigts et la portent à leur bouche pour se nourrir en se déplaçant le long des branches la nuit. Ils se nourrissent de feuilles, de baies, de branchettes et de racines tubéreuses. On en a observé mangeant des insectes et de menues proies. Ils trouvent l'eau dans la végétation et la rosée. Toute leur vie, ces paresseux ne mangeront que ce que leur mère leur aura fait goûter .
Ce sont des animaux plutôt solitaires, bien que parfois des femelles occupent le même arbre et que les jeunes héritent du territoire de leurs parents. À moins d'être en état de détresse, ils sont silencieux.
Ils sont parfaitement camouflés dans les arbres, leur corps brun verdâtre ramassé sur lui-même passant facilement pour un nid de termites ou une excroissance de bois aux yeux des prédateurs. En cas d'attaque, ils se défendent avec dents et griffes bien qu'ils soient d'un tempérament pacifique, comptant plus sur leur capacité à se fondre dans le décor.
Ils restent immobiles pendant de longues heures mais se grattent régulièrement, trahissant ainsi parfois leur présence.

## Reproduction

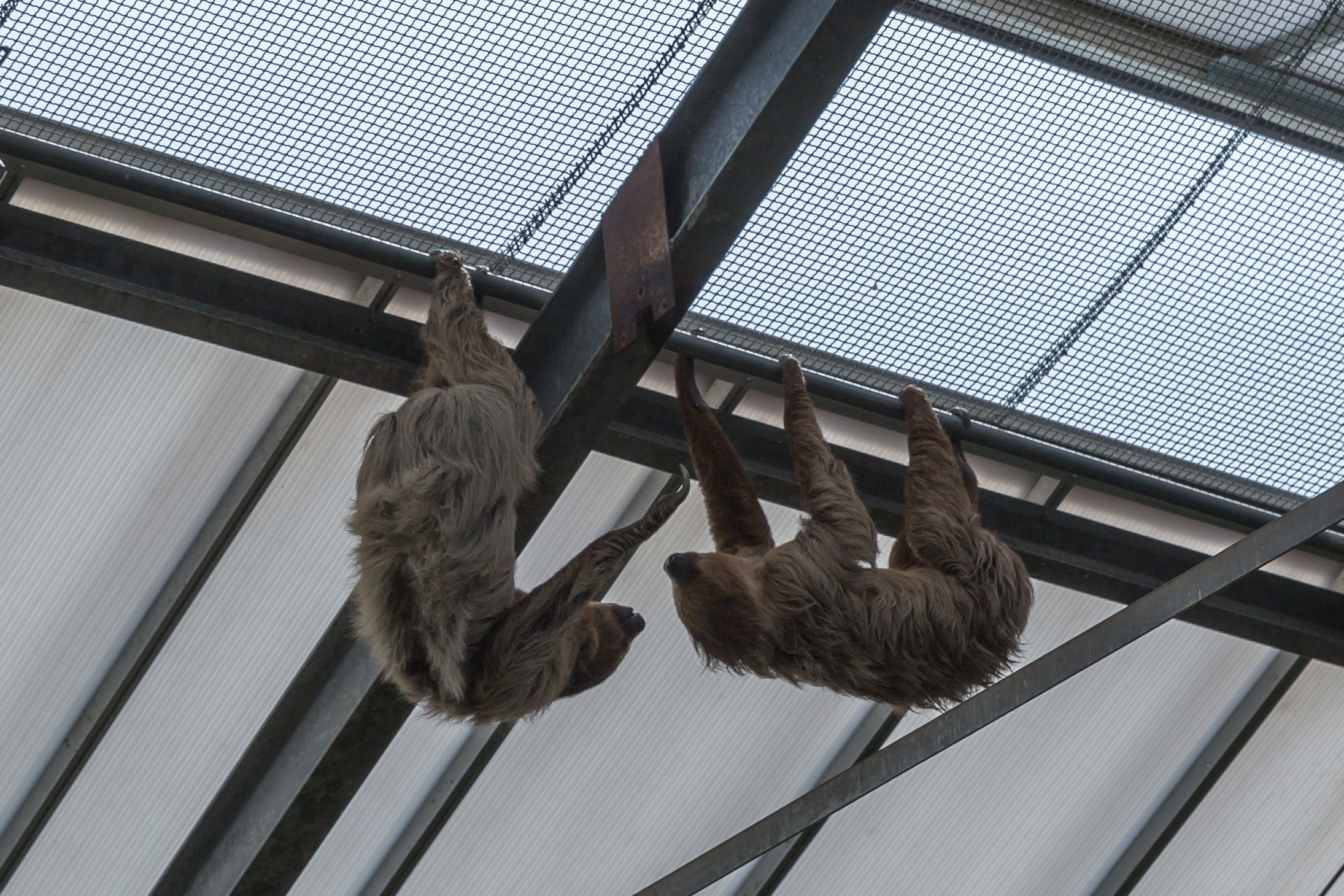
Choloepus didactylus (Paresseux à deux doigts) au ZooParc de Beauval à Saint-Aignan-sur-Cher, France.

Les femelles se reproduisent dès l'âge de 3 ans, les mâles 4 ou 5. Le couple s'enlace durant 48 heures pour l'accouplement. Ils ont une unique portée d'un petit par an. La gestation dure 6 mois. Le petit pèse entre 300 et 400 g à la naissance. Il s'accroche au ventre de sa mère durant 6 à 9 mois avant d'être autonome. Un paresseux à deux doigts vit environ 20 ans dans la nature mais peut atteindre 40 ans en captivité.
Il est très rare que des paresseux se reproduisent en captivité. Le 4 juillet 2002, après 10 ans d'attente, un paresseux est né au Biodôme de Montréal.

## L'espèce et l'être humain
Les paresseux à deux doigts sont souvent chassés pour leur viande.
Choloepus didactylus est en Guyane française le réservoir principal du parasite Leishmania braziliensis guyanensis transmettant la leishmaniose cutanée à la population des villages forestiers.
Bien qu'ils ne soient pas considérés comme une espèce en danger, les Choloepus didactylus voient leur habitat diminuer avec la destruction de la forêt humide. La protection de certaines zones est la solution envisagée parallèlement à un élevage en captivité.
En Guyane, l'espèce est partiellement protégée : leur commerce est interdit et leur transport règlementé.